# Куровка (Московская область)
Куровка — деревня в Можайском районе Московской области в составе Юрловского сельского поселения. Численность постоянного населения по Всероссийской переписи 2010 года — 4 человека. До 2006 года Куровка входила в состав Ваулинского сельского округа.
Деревня расположена в южной части района, на безымянном левом притоке реки Протва, примерно в 15 км к юго-западу от Можайска, высота центра над уровнем моря 198 м. Ближайшие населённые пункты — Мордвиново на юго-западе и Тропарёво на юго-востоке.